# Municipio de Frederic (Míchigan)
El municipio de Frederic (en inglés: Frederic Township) es un municipio ubicado en el condado de Crawford en el estado estadounidense de Míchigan. En el año 2010 tenía una población de 1341 habitantes y una densidad poblacional de 7,19 personas por km².

## Geografía
El municipio de Frederic se encuentra ubicado en las coordenadas 44°46′32″N 84°47′39″O / 44.77556, -84.79417. Según la Oficina del Censo de los Estados Unidos, el municipio tiene una superficie total de 186.53 km², de la cual 184,91 km² corresponden a tierra firme y (0,87 %) 1,61 km² es agua.

## Demografía
Según el censo de 2010, había 1341 personas residiendo en el municipio de Frederic. La densidad de población era de 7,19 hab./km². De los 1341 habitantes, el municipio de Frederic estaba compuesto por el 97,46 % blancos, el 0,15 % eran afroamericanos, el 0,97 % eran amerindios, el 0,07 % eran asiáticos, el 0,15 % eran de otras razas y el 1,19 % eran de una mezcla de razas. Del total de la población el 1,04 % eran hispanos o latinos de cualquier raza.